# Cerro Tunupa
Cerro Tunupa är ett berg i Bolivia. Det ligger i den sydvästra delen av landet, 260 km väster om huvudstaden Sucre. Toppen på Cerro Tunupa är 5 316 meter över havet.
Terrängen runt Cerro Tunupa är kuperad åt nordväst, men åt sydost är den bergig. Cerro Tunupa är den högsta punkten i trakten. Trakten runt Cerro Tunupa är nära nog obefolkad, med mindre än två invånare per kvadratkilometer.. 
Omgivningarna runt Cerro Tunupa är i huvudsak ett öppet busklandskap.